# 会いたくて (Adoの曲)
「会いたくて」（あいたくて）は、2021年8月12日に配信限定シングルとしてリリースされたAdoの6作目の曲。作詞・作曲はみゆはんが、編曲はみきとPが手掛けた。2021年8月20日に公開予定の映画『かぐや様は告らせたい 〜天才たちの恋愛頭脳戦〜 ファイナル』挿入歌に起用されている。

## 概要
本楽曲が映画「かぐや様は告らせたい〜天才たちの恋愛頭脳戦〜 ファイナル」の挿入歌に決定したことは、2021年6月22日に発表された。Adoは自身の楽曲が初めて映画挿入歌に採用されたことについて「自分の声が映画館で聴ける日が来るとは思ってもみなかったので、とても嬉しく思います」とコメントしている。リリース日は同年8月7日にアナウンスされた。配信ジャケット及びミュージックビデオのイラストはイラストレーターのチェリ子が担当している。
楽曲は、「告白が怖くて踏み出せないけど踏み出したい」という映画の登場人物たちの感情を表現したラブソングである。

## チャート成績
本楽曲は、2021年8月18日公開（集計期間：2021年8月9日～8月15日）の「Billboard Japan Download Songs」にて週間9,652DLを売り上げ、初登場3位を獲得。総合チャート「Billboard Japan Hot 100」では27位をマークした。

## 収録曲
| #  | タイトル                                     | 作詞・作曲 | 編曲    | 時間 |
| -- | -------------------------------------------- | ---------- | ------- | ---- |
| 1. | 「会いたくて」(ストリングスアレンジ: 高田翼) | みゆはん   | みきとP | 4:54 |

## 会いたくて (Piano & Strings Ver.)
会いたくて (Piano & Strings Ver.)（あいたくて ピアノアンドストリングスバージョン）は、「会いたくて」のピアノストリングスのリアレンジバージョン。2021年9月30日に配信リリースされた。